# Boonville (Missouri)
Boonville város az USA Missouri államában. Lakosainak száma 7964 fő (2020. április 1.).

## Népesség
A település népességének változása:

| 2010 | 8 319 |
| 2020 | 7 964 |